# Protomeliturga catimbaui
Protomeliturga catimbaui là một loài Hymenoptera trong họ Andrenidae. Loài này được Schlindwein & Moure mô tả khoa học năm 2005.